# Sarah van Aalen
Sarah van Aalen (Wijchen, 21 gennaio 2000) è una pallavolista olandese, palleggiatrice del Chieri '76.

## Carriera

### Club
La carriera di Sarah van Aalen inizia nella formazione del Trivos, dove gioca fino al 2015, quando entra a far parte del Talent Team: con il club federale olandese partecipa per un triennio alla Eredivisie, trasferendosi nella stagione 2018-19 allo Sliedrecht, con il quale si aggiudica la Supercoppa olandese, la coppa nazionale e lo scudetto. Nell'annata 2019-20 si trasferisce in Germania, dove prende parte alla 1. Bundesliga con il Münster, che lascia nel campionato 2021-22, quando si accasa al Potsdam, dove milita per due annate e conquista una Supercoppa tedesca, venendo inoltre insignita del premio come MVP del torneo.
Nel campionato 2023-24 viene ingaggiata dalle turche del VakıfBank, in Sultanlar Ligi, con cui conquista la Supercoppa turca, mentre nel campionato seguente approda in Italia, dove disputa la Serie A1 con il Chieri '76.

### Nazionale
Fa parte delle selezioni giovanili olandesi, disputando con l'Under-19 le qualificazioni al campionato europeo 2016 e il campionato europeo 2018 (passando dalle qualificazioni), con l'Under-18 il campionato europeo 2017, con l'Under-20 le qualificazioni europee al campionato mondiale 2017
Nel 2019 debutta in nazionale maggiore nel corso della Volleyball Nations League; nel 2023 conquista il bronzo al campionato europeo.

## Palmarès

### Club
- Campionato olandese: 1

2018-19
- Coppa dei Paesi Bassi: 1

2018-19
- Supercoppa olandese: 1

2018
- Supercoppa tedesca: 1

2022
- Supercoppa turca: 1

2023

### Premi individuali
- 2022 - Supercoppa tedesca: MVP